# 沈昭文
沈昭文（1906年—1998年），男，江西南昌人，中国生物化学家，中国科学院上海生物化学研究所研究员，曾任中国生物化学会常务理事、名誉理事。